# シアンモア
シアンモア（Shian Mor、1924年4月7日 - 1953年7月15日）は、昭和初期から中期（1930年代から1950年代）の日本を代表するサラブレッド種牡馬である。

## 経歴
現役時代は、2歳時にモールコームステークスに優勝し、エプソムダービーでは3着に入っている。1927年（昭和2年）に日本へ輸入され、岩手県雫石の小岩井農場で種牡馬となった。
産駒がデビューした1932年は、小岩井農場のライバル下総御料牧場が導入したトウルヌソルの産駒デビュー年と同じであり、東京優駿大競走がスタートした年でもある。第1回はトウルヌソル産駒のワカタカが勝ち、シアンモア産駒のオオツカヤマが2着。二大種牡馬の時代の到来を予感させた。実際、1933年のカブトヤマ、1934年のフレーモア、1935年のガヴァナーとシアンモア産駒が東京優駿大競走を3年連続で制覇した。なお、1934年は3着まで、翌1935年は2着もシアンモア産駒が入っている
戦後も種牡馬を続けたが、高齢のため、ダイオライト、プリメロ、セフトらの新進種牡馬に道を譲ることとなった。1949年にセントライトとともに岩手県畜産試験場に移った。1953年、老衰のために死亡。
明仁天皇が、2012年に天皇賞観戦のため東京競馬場に来場した際、「若い頃に小岩井農場でシアンモアを見た」と思い出を語っている。

## おもな産駒
- カブトヤマ - 東京優駿大競走、帝室御賞典
- フレーモア - 東京優駿大競走、帝室御賞典
- ガヴァナー - 東京優駿大競走
- アステリモア - 阪神優駿牝馬（現:優駿牝馬）
- ロツキーモアー - 帝室御賞典（秋）
- ミナミモア - 帝室御賞典（春）
- クリヒカリ（旧名：アルバイト） - 横濱農林省賞典四歳呼馬（現：皐月賞）、帝室御賞典（秋）
- ヤマイワイ - 中山四歳牝馬特別（現：桜花賞）
- スターリングモア - 帝室御賞典（札幌）
- タイホウ - 帝室御賞典（横浜）、目黒記念（春）
- チヤレンジヤー - 帝室御賞典（横浜）
- ハクセツ - 帝室御賞典（横浜）、目黒記念（秋）
- エツフオード - 帝室御賞典（阪神）
- スターカツプ - 帝室御賞典（小倉）
- デンコウ - 帝室御賞典（阪神）、目黒記念（春）
- アカイシダケ - 帝室御賞典（横浜）、目黒記念（秋）
- プレジユア - 帝室御賞典（福島）
- ゼネラル - 帝室御賞典（阪神）
- フアインモア - 中山記念（春）

ほか多数

## 血統表
| シアンモア (Shian Mor)の血統（サンドリッジ系（キングファーガス系） / Angelica (St.Simon) 4x4=12.5%） | シアンモア (Shian Mor)の血統（サンドリッジ系（キングファーガス系） / Angelica (St.Simon) 4x4=12.5%） | シアンモア (Shian Mor)の血統（サンドリッジ系（キングファーガス系） / Angelica (St.Simon) 4x4=12.5%） | （血統表の出典）       | （血統表の出典） |
| 父 Buchan 1916 鹿毛                                                                                  | 父の父Sunstar 1908年 黒鹿毛                                                                          | Sundridge                                                                                            | Amphion                | Amphion          |
| 父 Buchan 1916 鹿毛                                                                                  | 父の父Sunstar 1908年 黒鹿毛                                                                          | Sundridge                                                                                            | Sisrra                 |                  |
| 父 Buchan 1916 鹿毛                                                                                  | 父の父Sunstar 1908年 黒鹿毛                                                                          | Doris                                                                                                | Loved One              | Loved One        |
| 父 Buchan 1916 鹿毛                                                                                  | 父の父Sunstar 1908年 黒鹿毛                                                                          | Doris                                                                                                | Lauretta               |                  |
| 父 Buchan 1916 鹿毛                                                                                  | 父の母Hamoaze 1911 鹿毛                                                                              | Torpoint                                                                                             | Trenton                | Trenton          |
| 父 Buchan 1916 鹿毛                                                                                  | 父の母Hamoaze 1911 鹿毛                                                                              | Torpoint                                                                                             | Doncaster Beauty       |                  |
| 父 Buchan 1916 鹿毛                                                                                  | 父の母Hamoaze 1911 鹿毛                                                                              | Maid of the Mist                                                                                     | Cyllene                | Cyllene          |
| 父 Buchan 1916 鹿毛                                                                                  | 父の母Hamoaze 1911 鹿毛                                                                              | Maid of the Mist                                                                                     | Scepter                |                  |
| 母 Orlass 1914 黒鹿毛                                                                                | 母の父Orby 1904 栗毛                                                                                 | Orme                                                                                                 | Ormond                 | Ormond           |
| 母 Orlass 1914 黒鹿毛                                                                                | 母の父Orby 1904 栗毛                                                                                 | Orme                                                                                                 | Angelica               |                  |
| 母 Orlass 1914 黒鹿毛                                                                                | 母の父Orby 1904 栗毛                                                                                 | Rhoda B.                                                                                             | Hanover                | Hanover          |
| 母 Orlass 1914 黒鹿毛                                                                                | 母の父Orby 1904 栗毛                                                                                 | Rhoda B.                                                                                             | Margerine              |                  |
| 母 Orlass 1914 黒鹿毛                                                                                | 母の母Simon Lass 1909 黒鹿毛                                                                         | Simmontault                                                                                          | St.Simon               | St.Simon         |
| 母 Orlass 1914 黒鹿毛                                                                                | 母の母Simon Lass 1909 黒鹿毛                                                                         | Simmontault                                                                                          | Datura                 |                  |
| 母 Orlass 1914 黒鹿毛                                                                                | 母の母Simon Lass 1909 黒鹿毛                                                                         | Kilkenny Lass                                                                                        | Lesterlin              | Lesterlin        |
| 母 Orlass 1914 黒鹿毛                                                                                | 母の母Simon Lass 1909 黒鹿毛                                                                         | Kilkenny Lass                                                                                        | Standon Girl F-No.21-a |                  |